# Cecilia Bolocco

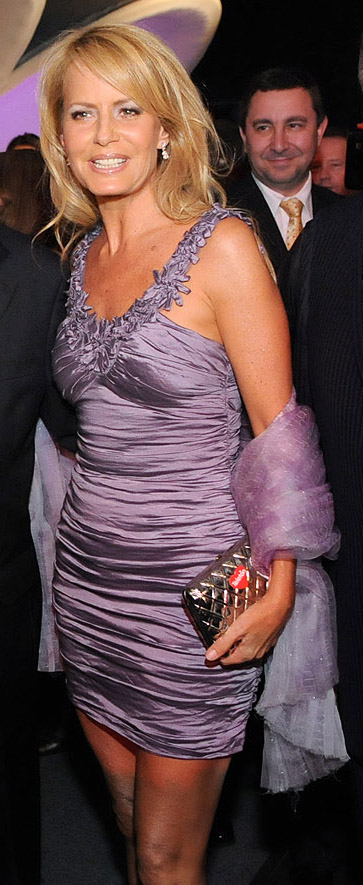
Cecilia Bolocco

Cecilia Carolina Bolocco Fonck (n. 19 mai 1965, Santiago de Chile) este o personalitate marcantă din Chile. Ea este moderatoare TV, actriță și fostă fotomodel, Cecilia este prima chiliană care în 1987 a fost aleasă Miss Universe. După câștigarea titlului a fost moderatoare TV pe postul canalului 13. În 1990 Bolocco s-a mutat la Miami, Florida și s-a căsătorit cu Michael Young, un producător de film american. În SUA a moderat la postul CNN și emisiunile în limba spaniolă transmise de  Telemundo, fiind distinsă cu premiul Emmy. Ulterior ea poate fi văzută în serialul mexican, "Morelia". Pe la mijlocul anului 1990 se desparte de Michael Young. După divorț începe să modereze în emisiunile radio și ale televiziunii chiliene. În mai 2000 se căsătorește cu președintele Argentinei Carlos Menem, pe care l-a cunoscut după un interviu. Cu al doilea soț are în anul 2003 un fiu.